# HPE Discover
 (novembre 2016).

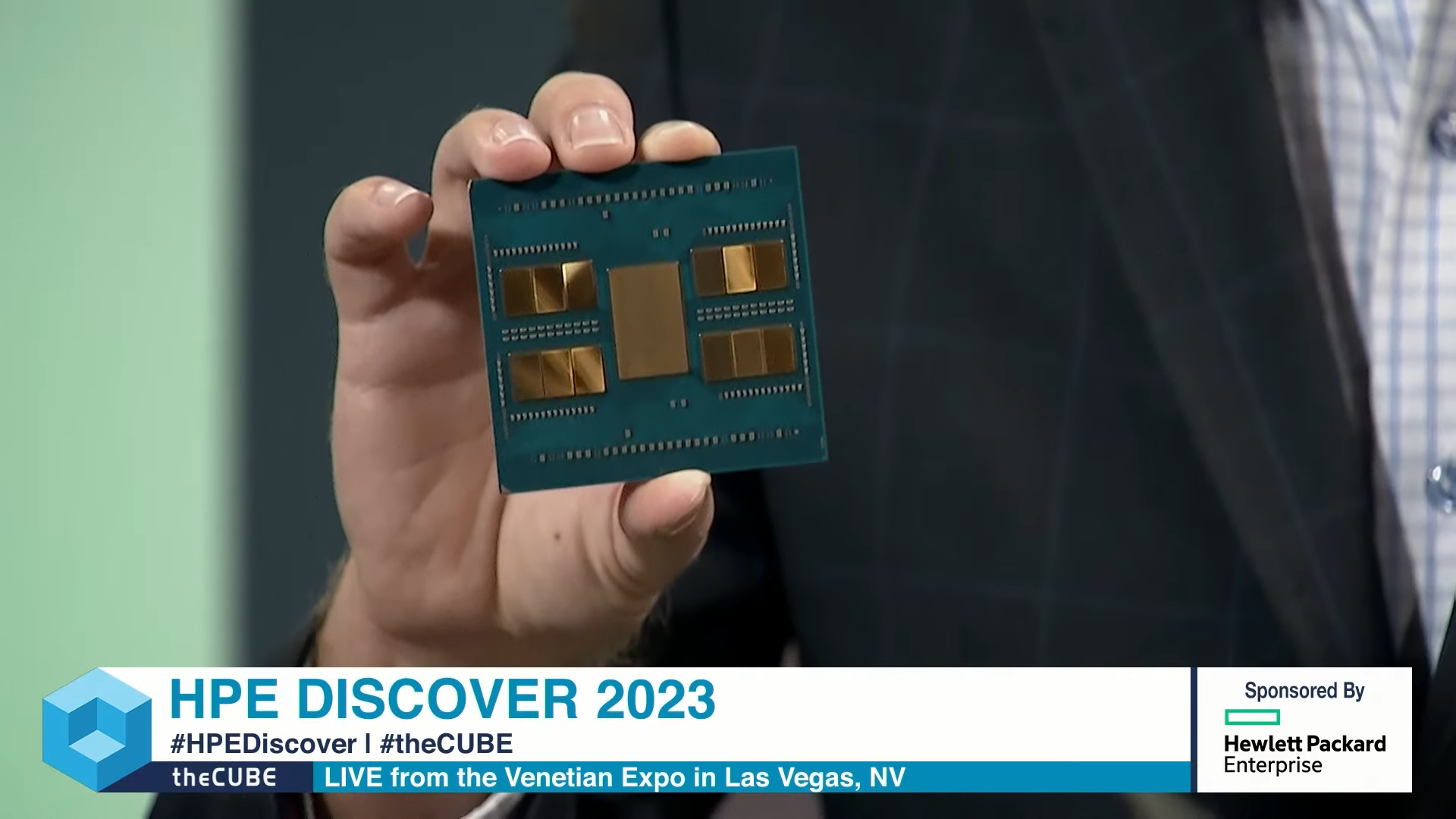
Présentation d'un microprocesseur à HPE Discover 2023.

HPE Discover est l'événement technologique de vitrine de Hewlett-Packard Enterprise pour les entreprises et les clients gouvernementaux. En 2011, HP Enterprise Business, ainsi que des groupes d'utilisateurs indépendants participants, ont combiné HP Software Universe, HP Technology Forum et HP Technology @ Work en un seul événement, HP Discover. Il y a deux événements HPE Discover chaque année, l'un pour le continent américain et l'autre pour l'Europe, le Moyen-Orient et l'Afrique (EMEA). C'est lors de la séparation de Hewlett-Packard en HP Inc et Hewlett Packard Enterprise que HP Discover a été remplacé par HPE Discover en se concentrant sur les produits et services de la société orientée entreprise.

## HP Discover 2011
HP Discover 2011 américain a eu lieu du 6 au 10 juin, à Las Vegas, au Venetian/Palazzo. Lors de cet événement, près d'un millier de sessions ont été présentées sur la transformation des applications, l'infrastructure convergée, l'optimisation de l'information, les appareils mobiles, WebOS, les centres de données globales, la sécurité, la livraison hybride et le cloud computing.
Environ 10 000 clients, partenaires et leaders de l'informatique ont assisté à HP Discover 2011 à Las Vegas et environ 5 000 ont assisté à l'événement EMEA. La conférence américaines apportait des informations pour plusieurs industries, dont l'automobile et l'aérospatiale, les communications, les médias et le divertissement, l'énergie, les services financiers, les soins de santé et les sciences de la vie, la haute technologie et l'électronique, le secteur public, les biens de détail et de consommation et le transport et la logistique. Avec près de 10 sessions, les démonstrations et les expositions ont présenté tous les domaines du portefeuille HP Entreprise Business, y compris les serveurs, le stockage, le réseau, les logiciels et les services. En outre, la compagnie a fourni des aperçus sneak de son nouveau dispositif de comprimé, webOS TouchPad qui sera disponible en juillet 2011.
En plus des séances en petits groupes, l'événement a offert des démonstrations, des conférences de leadership et des opportunités de réseautage avec des pairs, des cadres de HP, des consultants chevronnés et des partenaires HP. Les principaux sponsors de HP Discover 2011-Las Vegas étaient Microsoft, SAP, Intel, Brocade, Emulex, Alcatel-Lucent, AMD, VMware, Samsung et bien d'autres.
L'événement HP Discover 2011 dans l'EMEA a eu lieu à Vienne, en Autriche, au Centre de congrès Reed Exhibitions, Messe Wien, du 29 novembre au 1er décembre 2011,.

## Dates et lieux de HP Discover
- 6-10 juin 2011 : Las Vegas
- 29 novembre-1er décembre 2011 : Vienne
- 4-7 juin 2012 : Las Vegas
- 4-6 décembre 2012 : Francfort
- 11-13 juin 2013 : Las Vegas
- 10-12 décembre 2013 : Barcelone
- 10-12 juin 2014 : Las Vegas
- 2-4 décembre 2014 : Barcelone
- 2-4 juin 2015 : Las Vegas

## Dates et lieux de HPE Discover
- 1-3 décembre 2015 : Londres
- 7-9 juin 2016 : Las Vegas
- 29 novembre-1er décembre 2016 : Londres
- Départ 23 juin 2020[10]